# دان فرای
دن فرای (انگلیسی: Don Frye؛ زادهٔ ۲۳ نوامبر ۱۹۶۵) یک کشتی‌گیر کشتی حرفه‌ای، و هنرپیشه اهل ایالات متحده آمریکا است.
وی دو مرحله قهرمان مسابقات UFC شده است.